# 士別地方消防事務組合
士別地方消防事務組合（しべつちほうしょうぼうじむくみあい）は、北海道士別市、上川郡和寒町、上川郡剣淵町、雨竜郡幌加内町が組織する一部事務組合（消防組合）。

## 沿革
- 1972年（昭和47年）：士別市・上川郡和寒町・上川郡剣淵町・上川郡朝日町による士別地方消防事務組合発足。上士別分遣所新築。
- 1973年（昭和48年）：朝日支署新築。
- 1978年（昭和53年）：和寒支署新築。
- 1980年（昭和55年）：中士別分遣所新築。剣淵支署新築。
- 1983年（昭和58年）：中和分遣所廃止。
- 1985年（昭和60年）：多寄分遣所業務委託。多寄分遣所改築。
- 1988年（昭和63年）：中士別分遣所業務委託。
- 1991年（平成03年）：温根別分遣所業務委託。
- 1993年（平成05年）：上士別分遣所業務委託。
- 2004年（平成16年）：高機能消防指令センター運用開始。
- 2005年（平成17年）：士別市と朝日町の合併に伴い、朝日支署が朝日支所と改称。
- 2010年（平成22年）：救急救命塔竣工。
- 2015年（平成27年）：高機能消防指令センター・消防救急デジタル無線運用開始。
- 2020年（令和2年）：雨竜郡幌加内町の管轄が深川地区消防組合から移管される。

## 組織
- 管理者 - 副管理者
  - 消防本部
    - 総務課
    - 消防課
    - 消防署
      - 警防1課
      - 警防2課
      - 管理課
      - 予防課
      - 朝日支所

    - 和寒支署
    - 剣淵支署
    - 幌加内支署

## 消防車両
「署・支署の車両勢力」参照
- 小型動力ポンプ付水槽車：5
- 水槽付ポンプ車：5
- 消防ポンプ車：1
- 化学車：1
- 高規格救急車：5
- 指揮車：1
- 広報車・指令車：4
- その他：7

## 消防署
| 消防署                     | 住所           | 支所                       | 支署                                                                                       |
| -------------------------- | -------------- | -------------------------- | ------------------------------------------------------------------------------------------ |
| 士別地方消防事務組合消防署 | 士別市東6条4-1 | 朝日：士別市朝日町中央4040 | 和寒：上川郡和寒町字西町109 剣淵：上川郡剣淵町仲町37-1 幌加内：雨竜郡幌加内町字平和4608-74 |